# He-Man i She-Ra: Tajna mača
He-Man i She-Ra: Tajna mača (eng. He-Man and She-Ra: The Secret of the Sword) je američki animirani film fantastike iz 1985. koji je nastao po slavnim likovima iz animirane serije He-Man i Gospodari svemira. Film je prikazan nakon završetka emitiranja animirane serije He-Man i Gospodari svemira i prije početka nove serije, She-Ra: Princeza moći. Radnja se odvija oko He-Manovog pronalaska svoje sestre, She-Re.
Film je u kinima SAD-a izašao 22. ožujka 1985. te je zaradio 7.7 milijuna $. U Njemačkoj je u kinima izašao 11. prosinca 1986. S druge strane, u Hrvatskoj nije igrao u kinima nego je otišao direktno na video tržište.

## Radnja
Princ Adam, koji skriva da se uz pomoć tajnih moći dvorca Siva Lubanja (Grayskull) pretvara u junaka He-Mana i bori protiv „zlih sila koje predvodi Skeletor”, dobiva jedne noći poziv od Čarobnice. Ona mu objavi da joj se pojavila vizija tajnovitog mača koji traži svojega vlasnika te koji je otvorio portal u drugi svijet. Kako bi razotkrio o čemu se radi, Adam se s tajnovitim mačem i Straškom (Cringer), tigrom koji govori, uputi u portal u drugi svijet, Eteriju. Tamo u jednoj krčmi spasi nekoliko ljudi od vojnika Zle Horde te ga automatski unovačuje u grupu pobunjenika Velike pobune stanoviti Bow. No ubrzo otkrije: Eteriju je okupirala vojska koju vodi despot Hordak.
U jednoj raciji na selo, pobunjenici napadnu Zlu hordu a Adam se pretvori u He-Mana. No njega zarobi Horda te upozna mladu zapovjednicu snaga, Adoru. Nakon niza komplikacija, Adam otkriva da je Adora njegova sestra, koju je davno oteo Hordak, te da se ona uz pomoć Zaštitnoga mača može pretvoriti u She-Ru. Horda zarobi He-Mana, no Adorina savjest (koju je do tada kontrolirala Shadow Weaver) proradi te ga oslobodi, zauvijek napuštajući Hordakovu službu. Adam se vrati u svoj svijet i povede Adoru kako bi ju predstavio njenim roditeljima, kralju Randoru i kraljici Marleni. Skeletor napadne dvorac i otme Adoru, no ona se pretvori u She-Ru te se oslobodi i napravi kaos u njegovom skrovištu zvanom Zmijska planina (Snake Mountain). Adam i Adora na kraju se vrate na Eteriju te pomognu pobunjenicima osloboditi kraljicu Angellu i njenu palaču Bright Moon od Hordaka i njegove vojske.

## Filmska ekipa
Režija: Ed Friedman, Lou Kachivas, Marsh Lamore, Bill Reed, Gwen Wetzler
Glasovi: 
- John Erwin - Adam/He-Man
- Melendy Britt - Adora/She-Ra
- George DiCenzo - Hordak
- Alan Oppenheimer - Skeletor
- Linda Gary - Teela/kraljica Marlena/Čarobnica/Shadow Weaver/Glimmer
- Erika Scheimer - Kraljica Angella

## Zanimljivosti
- Producent Lou Scheimer je u filmu posudio glas za mnogo likova: kralja Randora, Swift Winda, Kowla, Mantennu, Kobra Khana i Tri-Klopsa.
- Tajna mača isprva nije trebao biti film. Naime, tvrtka Filmation je priču ispričala kroz miniseriju od pet epizoda pod naslovom She-Rin mač (The Sword of She-Ra), koja je predstavljala pilot za buduću animiranu seriju. Kasnije su tih pet epizoda skraćene i spojene u jedan film koji je igrao u kinima.

## Kritike
Ovaj danas slabo poznati animirani film imao je malo recenzija, a one su podijeljene. Protivnici su kritizirali ukočenu animaciju, slabo profilirane likove, nedovoljnu maštovitost u obradi dramaturgije i shematiziranu radnju. Pobornicima se pak učinilo da je film najbolje ostvarenje u kojem su nastupili animirani likovi He-Man i She-Ra, napisano sa zavidnom oštrinom i gorčinom u usporedbi s njihovim jednostavnim animiranim serijama, s pravom dramom, emocijama i živopisnim likovima (cinični Skeletor, neodlučna Adora koja ne zna bi li bila vjerna sumnjivoj Hordi ili se pridružila navodno dobrim pobunjenicima).
Kritičar John Monaghan u svojoj je recenziji ovoga filma zaključio: "Iako sigurno nije riječ o izgubljenom klasiku, ovaj animirani film sa svojim ozbiljnim pristupom lišenim od ironije i bizarnim likovima dokazuje zašto i danas ima poklonika" a kritičar na siteu Time Out: "Amalgam bajke, ZF-a i grčke mitologije je uzbudljiv, pozadina dinamična, glazba dobra, ritam furiozan: djeca će voljeti film". Phil Villarreal je zapisao: "Sada se Tajna mača - kojega je odavno zaboravio studio, ali ja nikada - konačno pojavio na DVD-u...Stavio sam DVD u svoj player da pogledam film prvi put nakon 21 godinu, duboko u svojoj nadi da će biti ravan mojim maglovitim memorijama. Bio sam iznenađen da je film čak bolji nego što sam ga zapamtio. Iako više nije moj najdraži film, još uvijek djeluje kao dražesno kinematografijsko iskustvo. Istina je da moj užitak o filmu puno ovisi o mojoj nostalgiji, ali isto se može reći i za legiju obožavatelja".

## Vanjske poveznice
- He-Man i She-Ra: Tajna mača u internetskoj bazi filmova IMDb-a
- Rasprava o originalnoj verziji
- Fan site[neaktivna poveznica]
- Rottentomatoes.com Recenzije
- Slo-cartoon Recenzija na Slovenskom